# Отокар I (Бохемия)
Отокар I (на чешки: Přemysl I. Otakar) е крал на Бохемия през периода 1203 – 1230 г.

## Живот
Той е по-малкият син на крал Владислав II и член на династията Пршемисловци. Отокар е най-възрастният син на втората съпруга на Владислав II Юдит Тюрингска.
От 1173 – 1179 Отокар живее в изгнание, където се жени за Аделхайд фон Майсен. След завръщането си от изгнание през 1179 г. той прави по-големия си брат Бедржих маркграф на Оломоуц. В последвалата борба за чешкия престол по-големият брат побеждава.

### Златна сицилианска була
Златната сицилианска була (на латински: Bulla Aurea) са три документа, представляващи единно цяло, дадени на 26 септември 1212 година в Базел от император Фридрих II на Отокар I, с които се потвърждава неговото кралско звание и установява неговото наследяване, а така се даряват и ред привилегии. Названието си получава поради факта, че документите са скрепени със златен печат на краля на Сицилия с изображение на бик (на латински: bula).